# Reação de ciclização de Nazarov
Uma ciclização de Nazarov é uma reação orgânica convertendo uma divinil cetona (ou alfa-ceto dieno) em uma ciclopentenona sob influência de uma ácido de Brønsted tal como o ácido sulfúrico ou um ácido de Lewis tal como o cloreto de alumínio . O intermediário chave nesta reação é um cátion hidroxipentadienil (ou oxialil) e a etapa de reação chave é um fechamento eletrocíclico do anel termicamente permitido em conformidade com as regras de Woodward-Hoffmann como um sistema 4n π é conrotatório.
A reação foi primeiramente desrita por Ivan Nikolaevich Nazarov (1906-1957) em 1949.